# مرتن
من الالهة الإناث التي كانت تُعبد من قبل شعب مملكة الحضر، وهي إحدى آلهة التثليث الحضري وتعني (سيدتنا) وهي زوجة الاله مرن وقد صورتها إحدى منحوتات التثليث الحضري التي كشفت عنها الهيئة العراقية للاثار عام 1972 بصورة نصفية على هيئة امرأة ترتدي ثوباً شفافاً ويخرج جسمها من وسط ورقة اللاكانثوس منحوتة بشكل هلال أو كأس وعلى رأسها مايشبه الإكليل وتظهر الرقبة والكتفان عاريتين، وقد اُعتني بنحت قرنية العين والوجه الذي بدت عليه الابتسامة، ويعتقد ان الالهة مرتن تمثل الالهة نني (نناي) الهة القمر بدلالة وجود الهلال، فضلاً عن كونها قرينة الاله مرن الذي لايضاهيه جرم سماوي الا القمر ودورها (مرتن) في اضاءة ظلام الليل.